# Mesothyatira simplificata
Mesothyatira simplificata är en fjärilsart som beskrevs av Constant Vincent Houlbert 1921. Mesothyatira simplificata ingår i släktet Mesothyatira och familjen sikelvingar. Inga underarter finns listade i Catalogue of Life.